# Старух Михайло
Михайло Стару́х (1806 — березень 1876) — український селянин, громадсько-політичний діяч, батько Тимотея, Антіна Старухів (всього мав 14 дітей).

## Життєпис
Народився в 1806 році.
Тривалий час — війт лемківського села Бережниці Вижньої, посол (депутат) Ліської повітової ради, неписьменний. Посол до Галицького сейму 1-го скликання від округу Лісько — Балигород — Літовищі (обраний від IV курії, входив до «Руського клубу»; 1861—1866 роки). Кандидував на виборах 1867 року, але програв Дмитрові Сичеві. Посол до Райхсрату[джерело?] Австро-Угорщини в 1861—1866 роках. Кандидуючи, казав:
бо то я був все за справедливістю; що панам то панам, що реміснику то реміснику, що ксенжам то ксенжам, що хлопам то хлопам.
Помер у березні 1876 року.